# Pietrosu, Buzău
Pietrosu este un sat în comuna Costești din județul Buzău, Muntenia, România.
Se află la 12 kilometri sud-vest de municipiul Buzău, de-a lungul drumului județean care leagă DN2 și reședința de comună, Costești, de comuna Stâlpu.

Pisania bisericii Sfinții Arhangheli Mihail și Gavril din satul Pietrosu, comuna Costești, județul Buzău
Casă veche din satul Pietrosu, comuna Costești, județul Buzău 2
Casă veche din satul Pietrosu, comuna Costești, județul Buzău 3